# بول ويلستون
بول ديفيد ويلستون (بالإنجليزية: Paul Wellstone)‏ (21 تموز 1944-25 تشرين الأول 2002) هو أكاديمي أمريكي ومؤلف وسياسي مثَّل مينيسوتا في مجلس الشيوخ الأمريكي منذ عام 1991 حتى قتل في حادث تحطم طائرة في إيفيليث مينيسوتا في عام 2002. وبصفته عضوا في حزب العمال المزارعين الديمقراطيين في مينيسوتا، ترأس الجناح التقدمي للحزب الديمقراطي الوطني. ولد في واشنطن وتخرج في جامعة كارولينا الشمالية في تشابل هيل باختصاص العلوم السياسية ثم الدكتوراه فيها. وكان أستاذا جامعيا في كلية كارليتون في نورثفيلد في مينيسوتا ومنظم مجتمعي في بلدة رايس قبل منصبه العام. وفي عام 1982 أطلق حملة مراجع حسابات الولاية ضد الجمهوري آرن كارلسون ولم تنجح.
نال ويلستون اهتماما وطنيا بعد نجاحه غير المتوقع على شاغل المنصب الجمهوري رودي بوسشويتز في انتخابات مجلس الشيوخ عام 1990، وفي حملة إعادة انتخابه عام 1996 هزم بوسويتشز في جولة الإعادة، وقد ربح في انتخابي مجلس الشيوخ بأغلبية تصويت شعبي.
وفي عام 1999 شكل ويلستون لجنة استقصائية للترشح للانتخابات الرئاسية للولايات المتحدة عام 2000، وبعد حملات في الولايات الرئيسية الأولية، أعلن بأنه لن يسعى للرئاسة بسبب مشاكل جسدية دائمة جراء إصابة مصارعة منذ كان في الكلية، وشخصت حالته لاحقا بالتصلب المتعدد. وبصفته سيناتورا، صاغ تعديل ويلستون لقانون إصلاح حملة الحزبين عام 2002. أما مساعيه نحو إدارة حملة إصلاح الاقتصاد فقد أسقطت بعد موته في عام 2010 من قبل المحكمة العليا الأمريكية في قضية المواطنين المتحدة وبعثة الانتخابات الاتحادية. وفي عام 2002 كان السيناتور الوحيد الذي يواجه إعادة الانتخاب والذي صوت ضد إقرار الكونغرس لحرب العراق.
وقبل 11 يوما من انتخابات مجلس الشيوخ 2002، قتل ويلستون في تحطم طائرة في إيفيليث مينيسوتا، كما قتلت زوجته سيلا وابنته مارسيا في الحادث نفسه. أما ابنيه ديفيد ومارك لم يكونا على متن الرحلة، وترأسا حتى عام 2018 مؤسسة أعمال ويلستون غير الربحية تكريما لوالديهما، وأعيدت تسمية المؤسسة بعد مغادرتهما باسم ري باور.

## الخلفية والتعليم
ولد ويلستون في واشنطن العاصمة وهو الابن الثاني لمهاجرين أوكرانيين يهوديين وهما ليون وميني ويلستون. غير والده اسم العائلة من ويكسيلشتاين بعد تعرضه لمعاداة السامية خلال الثلاثينيات. ترعرع في أرلينغتون فيرجينيا وارتاد ويلستون مدارس ويكفيلد العامة ومدرسة يوركتايم الثانوية وتخرج عام 1962.
ارتاد ويلستون جامعة كارولينا الشمالية في تشابل هيل بمنحة مصارعة. وفي الكلية كان بطل مؤتمر ساحل الأطلسي للمصارعة الذي لا يقهر، وبعد سنته الأولى في الجامعة تزوج شيلا إيسون ويلستون؛ وتخرج حاملا الإجازة في الآداب باختصاص العلوم السياسية عام 1965، وانتخب  عضو بالجمعية الفخرية "في بيتا كابا". وفي أيار 1969، نال ويلستون شهادة الدكتوراه في العلوم السياسية من جامعة كارولينا الشمالية في تشابل هيل، وكانت أطروحة الدكتوراه عن جذور القتالية عند السود وعنونها: المسلحين السود في حي الأقليات: لماذا يؤمنون بالعنف".

## المسيرة المهنية المبكرة والنشاط
في آب 1969 قبل ويلستون منصب أستاذ مساعد في كلية كرليتون في نورثفيلد مينيسوتا، حيث درّس العلوم السياسية حتى انتخابه في مجلس الشيوخ عام 1990. وخلال السبعينات والثمانينيات بدأ في التنظيم المجتمعي حيث عمل مع العاملين الفقراء وغيرهم من المجتمعات المحرومة من الحقوق السياسية. أسس مؤسسة «من أجل مقاطعة رايس أفضل»، وهي مجموعة تتألف من بشكل أساسي من آباء عزاب للرعاية الاجتماعية. ودعمت المؤسسة الإسكان العام وتأمين الرعاية الصحية وتحسين التعليم العام ووجبات الغداء المدرسية المجانية ومركز رعاية نهارية ممول من العامة. وفي عام 1978، نشر كتابه الأول كيف حصل الفقراء الريفيين على السلطة: سرد لمنظم القاعدة الشعبية، وأرخ عمله مع المؤسسة.
وقد اعتقل ويلستون مرتين خلال هذه الفترة بسبب العصيان المدني. وقد بدا مكتب التحقيقات الفدرالي رفع قضية عليه بعد اعتقاله عام 1970 لتظاهره ضد حرب فيتنام في مبنى المكتب الاتحادي في مينابوليس. واعتقل مجددا عام 1984 بسبب تجاوزات خلال احتجاج قبل الإغلاق في أحد البنوك.
وسع ويلستون نشاطه إلى إلى حركة عمل مينيسوتا، وفي صيف 1985 اخترق صف خفراء التظاهر مع جماعة «ناينر» المضربين خلال نزاع العمال في معمل تغليف اللحوم هورمل في أوستن، مينيسوتا. وتم استدعاء الحرس الوطني في مينيسوتا خلال الإضراب للتأكد أن بإمكان هورمل تشغيل عمال بدلاء دائمين.
قامت إدارة كلية كاريلتون بعد فترة قصيرة بطرد ويلستون في نهاية السبعينيات نظرا لنشاطه وقلة منشوراته الأكاديمية. وبعد قيام طلابه باعتصام، أعاده القائمون على الكلية وأعطوه وظيفة أستاذ مساعد، وبقي ويلستون أصغر عضو هيئة تدريسية في تاريخ كريلتون.

## مسيرته السياسية المبكرة
سعى ويلستون بداية للحصول على منصب عام في 1982، حيث تلقى ترشيحا من الحزب الديمقراطي لمراجع حسابات الولاية بعد خطاب حماسي في ملتقى الولاية. وجمع في الانتخابات العامة 45% من الأصوات وخسر أمام شاغل المنصب الجمهوري وحاكم مينيسوتا المستقبلي آرن كارلسون. بقي ويلستون ناشطا سياسيا ديمقراطيا في أواسط الثمانينيات؛ كان عضوا في اللجنة الديمقراطية الوطنية عام 1984، وبدأ عام 1986 حملة ثانية للفوز بمراجع حسابات الولاية قبل أن ينسحب ليعتني بصحة والدته المتداعية. وفي عام 1988 ترأس ويلسون حملة جيس جاكسون الرئاسية في مينيسوتا؛ وبعد المرحلة الأولية، شارك في رئاسة حملة ميشيل دوكاكيس في الولاية.

## حملات مجلس الشيوخ الأمريكي

### الصورة المبكر لويلستون
في عام 1990 شارك ويلستون في انتخابات مجلس الشيوخ ضد عضو المجلس رودي بوسشويتز، وقد بدأ السباق بصفته مدافعا جادا عن المستضعفين؛ فاز بصعوبة في الانتخابات رغم أنه تم إنفاق سبعة أضعاف ما أنفقه. دعم ويلستون صورته المناصرة للضعفاء بإعلانات خاصة ومرحة قام بها المستشار السياسي بيل هيلسمان، ومنها «بول السريع» «أبحث عن رودي» مستوحاة من فيلم ميشيل مور الوثائقي روجر أند مي عام 1989. كما تأذى بوستشويز من رسالة كتبها له داعموه على أوراق الحملة موجهة إلى أعضاء المجتمع اليهودي في مينيسوتا قبل أيام من الانتخابات، متهمين فيها ويلستون بكونه «يهوديا سيئا» لكونه تزوج من غير اليهود ولا يربي أطفاله على العقيدة اليهودية. (ويذكر أن بوستشويز يهودي مثل ويلستون). وقد تم بث رد ويلستون على نطاق واسع في تلفزيون مينيسوتا وكان: «لديه مشكلة مع المسيحين إذا»، فكان بوسشويتز السيناتور الوحيد الذي لم يعد انتخابه تلك السنة.
وهزم ويلستون بوسشويتز عام 1996 مجددا، وخلال تلك الحملة أطلق بوسشويتز إعلانات تتهم ويلستون بكونه «ليبرالي إلى حد مربك» ودعاه «سيناتور الرفاهية». اتهم ويلستون بدعم حرق العلم، وهي حركة يعتقد أنها كانت ذات نتائج عكسية. وقبل ذلك الاتهام كان السباق الانتخابي متقاربا، لكن ويلستون تابع ليهزم بوسشوستز بهامش 9 نقاط رغم أنه كان أقل إنفاقا مجددا، وتلقى مرشح الحزب الإصلاحي دين باركلي 7% من الأصوات.
نسب الفوز الصعب لويلستون عام 1990 وإعادة انتخابه عام 1996 أيضا إلى حملة شعبية ألهمت طلاب الجامعة والناس الفقراء والأقليات على الانخراط في السياسة، وأغلبهم للمرة الأولى. وفي عام 1990، لوحظ بشكل واضح عدد الشباب المنخرطين في الحملة وبعد الحملة بقليل أخبر ولتر موندال ويلستون أن «ربح الفتيان الحملة من أجلك». كما قضى ويلستون جزءا كبيرا من فترة عمله كسيناتور بالعمل مع مجتمع همونغ في مينيسوتا، الذي لم يكن من قبل منخرطا بشكل كبير في السياسة الأمريكية، وعمل مع مجتمع المحاربين القدماء حيث خدم في لجنة مجلس الشيوخ لشؤون المحاربين القدماء، ونجح في حملة للمحاربين القدماء في المجال الذري بالحصول على تعويض من الحكومة الاتحادية، وبزيادة الإنفاق على الرعاية الصحية لهم.
في عام 2002 أطلق ويلستون حملة لإعادة انتخابه للمرة الثالثة رغم تعهد في الحملة الثانية أن يبقى لفترتين فقط. وكان منافسه الجمهوري نورم كولمان، الذي بقي عمدة لسانت بول لفترتين وديمقراطي سابق دعم ويلستون في حملة عام 1996. وفي وقت مبكر من تلك السنة أعلن ويلستون أن لديه نوعا خفيفا من التصلب المتعدد، مسببا عرجا كان يعتقد أن سببه إصابة مصارعة سابقة.
كان ويلستون في خط سيناتورات يسار الوسط من حزب العمال المزارعين الديمقراطيين؛ فالثلاثة الأوائل، الذين هم هربرت همفري ويوجين ماكارثي ووالتر موندال، كانوا جميعهم من البارزين في الحزب الديمقراطي الوطني. وبعد انضمام السيناتور عن كارولينا الجنوبية فريتز هولينغز إلى مجلس الشيوخ بفترة قصيرة، اقترب من ويلستون وقال له: «أنت تذكرني بهربرت همفري، فأنت تتحدث كثيرا».